# Tobołtura
Tobołtura (ros. Тоболтура) – wieś (dieriewnia) w Rosji, w obwodzie tiumeńskim, w rejonie tobolskim. W 2010 liczyła 359 mieszkańców, głównie Tatarów syberyjskich.